# Rabindranáth Tagore
Rabindranáth Tagore (bengáli írással: রবীন্দ্রনাথ ঠাকুর) ( kiejtés?*), (Kalkutta, 1861. május 7. – Kalkutta, 1941. augusztus 7.) indiai költő, író, zeneszerző, festő, polihisztor, aki életművével átformálta az indiai régió irodalmát és zenéjét. A Gítándzsali, a „mélyen érzékeny és szép vers” szerzője. Ő az első nem európai irodalmi Nobel-díjas, 1913-ban kapta meg az elismerést. Költészetében spiritualitás és vibrálás érezhető. Személyisége és idegenszerű ruházata profetikus hírnevet szerzett számára a nyugati világban is. Stílusa, az elegáns próza és a mágikus költészet keveréke még ma is nagyrészt ismeretlen hazáján kívül. Prózájában és verseiben, túllépve a klasszikus szanszkrit hagyományokon, a köznapi nyelv használatát vezette be a bengáli irodalomba. Kiemelkedő alkotóművésze a modern Indiának, aki egyúttal közvetlen kapcsolatot teremtett a nyugati és az indiai művészetek között.
Mint a bengáli reneszánsz kiemelkedő egyénisége hatalmas életművet hagyott hátra, ami festményekből, vázlatokból és jegyzetekből, több száz oldal szövegből, és mintegy kétezer dalból áll. Örökségét az általa alapított intézményben a sántinikétáni Visva-Bhárati Egyetemen gondozzák.
Tagore korszerűsítette a bengáli művészetet: elfordult a merev, klasszikus formáktól és ellenállt a nyelvészeti kritikáknak. Regényei, meséi, dalai, tánc-drámái, esszéi, és beszédei politikai és személyes témákat dolgoznak fel. Gítándzsali (Áldozati énekek), Gora (Becsület), és a Ghare-Baire (Otthon és a világ) a legismertebb művei. Versei, novellái és regényei híresek líraiságukról, köznyelvi hangvételükről, természetességükről és szokatlan látásmódjukról. Szerzeményei közül választotta ki két nép is nemzeti himnuszát: az Indiai Köztársaság – Dzsana Gana Mana és Banglades – Amar Sonar Bangla. Srí Lanka nemzeti himnuszának zeneszerzője Srí Lanka Matha, Tagore tanítványa volt, a dalt Tagore stílusa ihlette.

## Élete

### 1861–1878

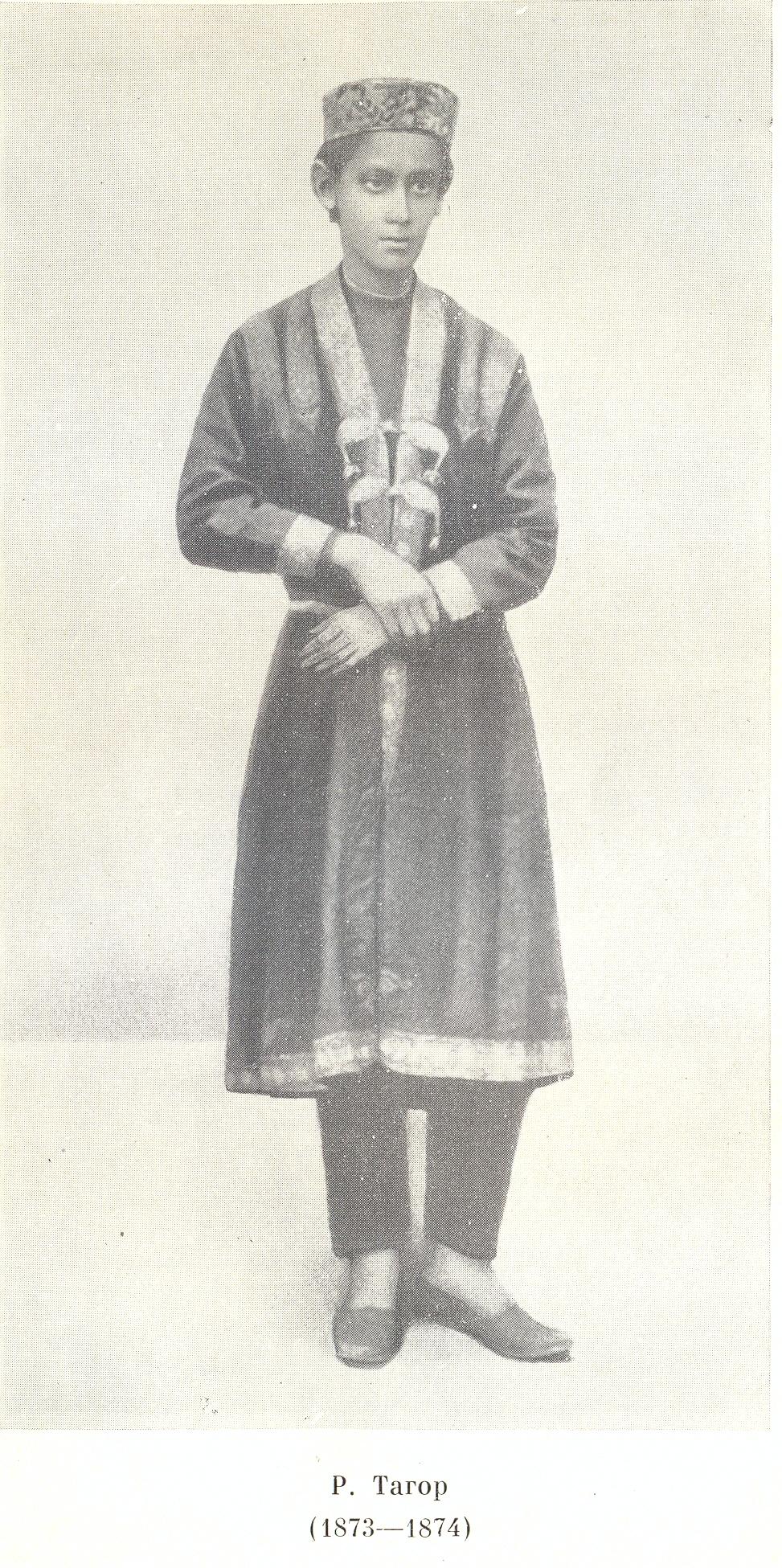
Tagore 1873-ban

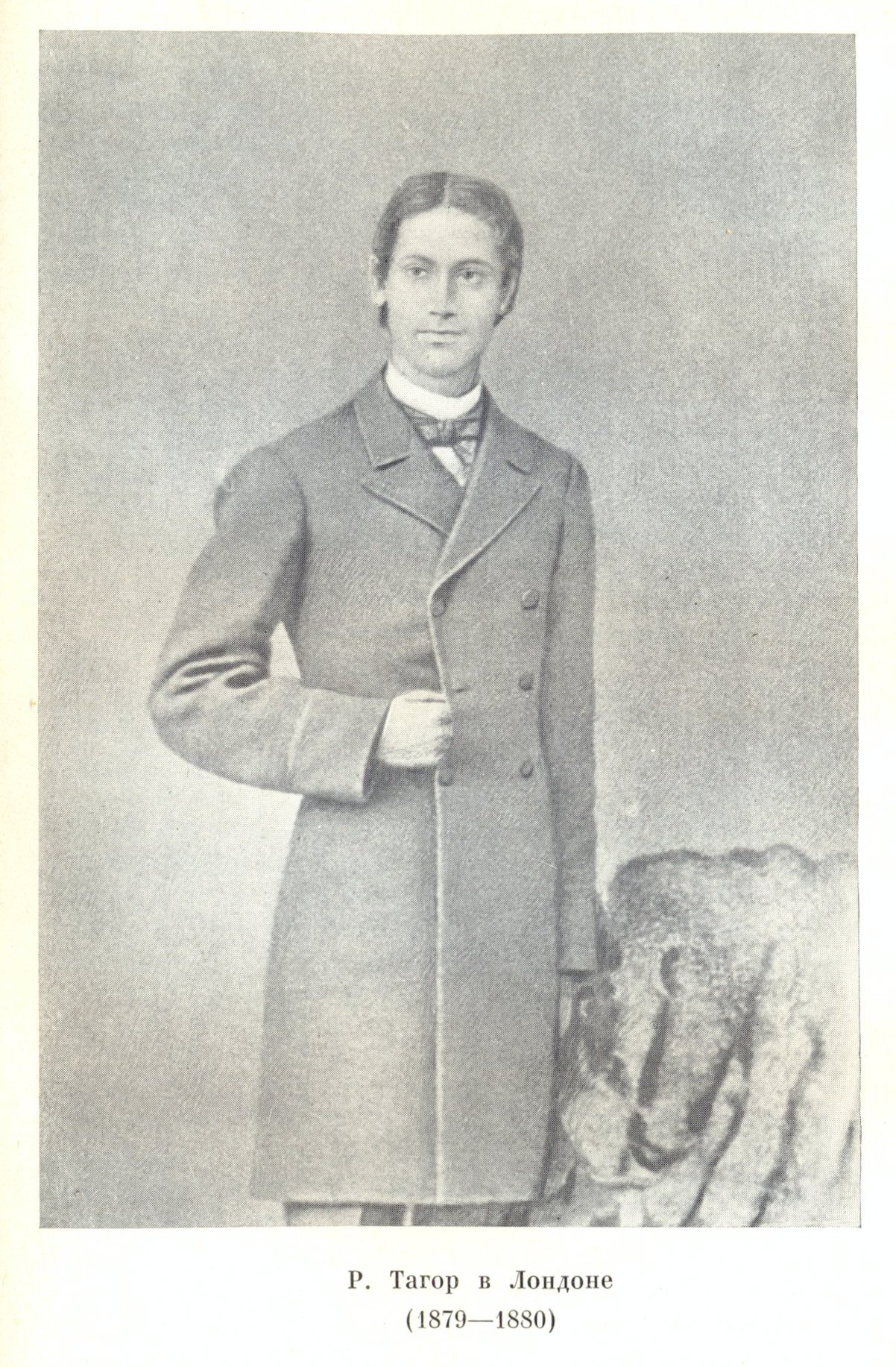
Tagore 1879-ben

Tagore egy kalkuttai pírali brahmin családból származott. A 13 élő gyermek közül a legfiatalabb Tagore az indiai Kalkuttában, a dzsorásankói kastélyban született. Apja Débendranáth Tagore (1817–1905), anyja Szarada Dévi (1830–1875). A Tagore család ősei az Ádi Dharm hitű brahmin kaszt alapítói voltak. Apai nagyapja, a lojalista Dvarkanáth Tagore, aki az európaiak ingatlanjaival foglalkozott, látogatást tett Viktória brit királynőnél és a királyi család tagjainál is. Debendranáth nagyra értékelte barátja, Rám Móhan Ráj filozófiáját, és az általa létrehozott vallási felekezetet, amelynek utódjának, a Bráhmo Szamádzsnak Ráj halála után a vezetője lett. Ezzel a család a brahmin társadalom központjába került.
Az ifjú Tagorét többnyire szolgák nevelték fel, anyja gyermekkorában meghalt, apja folyton úton volt. Házukban élénk kulturális élet zajlott, otthont adott számos irodalmi folyóirat publikálásának is. Színházi játékok, bengáli és nyugati klasszikus zenei bemutatók is napirenden voltak az előadások között, mivel a dzsorásankói otthon felvilágosult és művészetszerető társadalmi csoport középpontjában állt. Tagore legidősebb bátyja Dvidzsendranáth nagy tekintélyű filozófus és költő volt. Egy másik testvére, Szatjendranáth volt az első indiai, aki a brit közigazgatás (Civil Service) tagja lett. Egy másik testvére, Dzsjotirindranáth zenész, zeneszerző és drámaíró volt. Nővére Szvarnakumari regényíró.
Tagore elsősorban magánúton tanult, szívesen barangolt a kastély körül, vagy a közeli parkokban. Testvére a művelt Hemendranáth fizikailag is nevelte őt, úszni járt vele a Gangesz egyik mellékfolyóján, vagy kirándultak a hegyekben, gyakorolta vele a dzsúdót és a birkózást. Tanult rajzolni, anatómiai, földrajzi és történelemleckéket vett, irodalmat, matematikát, szanszkrit nyelvet tanult, illetve az angolt gyakorolta, ami számára a legkevésbé kedvelt foglalatosság volt. Tagore gyűlölte a formális oktatást. Évekkel később úgy vélte, hogy az oktatás önmagában nem magyarázza meg a dolgokat, a megfelelő motiváció a tudáshoz maga a kíváncsiság.
Miután 11 éves korában átesett az upanajan ceremónián, ő és az apja elhagyták kalkuttai otthonukat, és 1873 februárjában több hónapig tartó túrát tettek a Himalája hegységben. Meglátogatták apja sántinikétáni birtokát és megpihentek Amritszárban úton a Himalája egy távoli magaslata, Dalhouszie felé. Útközben Tagore életrajzokat olvasott, apja történelemre, csillagászatra, és a szanszkrit ragozásra tanította. Tagorét elbűvölték a régió mély szakadékai, a zöld, alpesi erdők, és a mohos patakok, vízesések.
Miután visszatértek Dzsorásankóba, folytatta tanulmányait, nagyrészt magánúton. 1877-ben felolvasta saját versét a Hindu Mélán amelyet Vidzsapati maithili stílusában írt, és amelyet később Bhánuszimha (Tüzes oroszlán) álnéven tett közzé. A szakértők a verset egy 17. századi költő elveszett művének tartották. Mivel a dzsorásankói kastély egy olyan területen volt Kalkutta északi részén, amely hemzsegett a koldusoktól és a prostitúciótól, megtiltották, hogy elhagyja azt más célra, mint az iskolába járás. Ezért elzárkózott a külvilágtól, és belefeledkezett olvasmányaiba.

### 1878–1901

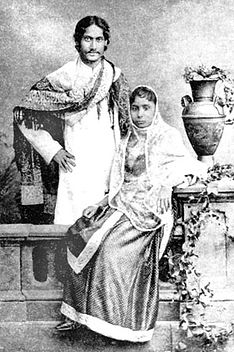
Tagore feleségével, 1883-ban

Mivel Debendranáth fiából ügyvédet akart nevelni, ezért a 17 éves Tagorét 1878-ban beíratta egy brightoni nyilvános iskolába, Kelet-Sussexben (Anglia). Később rövid ideig jogot hallgatott a University College Londonban, de felhagyott tanulmányaival, inkább önállóan Shakespeare-tanulmányokkal kapcsolatos előadásokat hallgatott. Az élénk angol, ír, skót népzenei dallamok lenyűgözték, amelyekhez képest, úgy vélte, a hazai, hagyományos bengáli zene visszafogott volt.
1880-ban tért vissza nyugat-bengáli otthonába. Nyugati tapasztalatai meghatározóak voltak későbbi művei szempontjából, megalapozták számára kedves eszméjének, kelet és nyugat békés, harmonikus kulturális együttélésének gondolatát.
Ebben az időszakban bontakozott ki alkotói korszaka, és bár 1878-ban Angliában megjelent első kötete (Összetört szív), otthon bengáli nyelven írt műveivel kiérdemelte a „Bengáli Shelley” becenevet. 1882-ben a tripurai maharadzsa támogatását is elnyerte, aki Tagore verseit felesége halála után vigaszként olvasta.
1883-ban feleségül vette az akkor tízéves, bhabatarini családból származó, szintén pírali brahmin Mrinálini Dévit, (1873–1902) Házasságuk alatt öt gyermekük született (két fiú és három lány), akik közül ketten még gyerekkorban meghaltak.
1890-ben Tagore a hatalmas siláidáhi ősi birtokok intézője lett (a mai bangladesi régióban). Tagore ekkor adta ki leghíresebb művét, a Manaszit. Szádhana néven folyóiratot jelentetett meg. Az 1891–1895 időszakban, a birtokon töltött évek időszakában volt a legtermékenyebb. Ezekben az években írta több mint felét az elbeszéléseinek, ekkor alkotta a háromkötetes, 84 fejezetet tartalmazó Galpaguccshát. Ironikusan, és mégis mélyen elemezte meséiben és elbeszéléseiben az egyszerű bengáli falu idealizált képét.

### 1901–1932

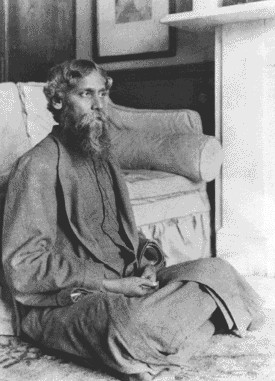
Tagore 1912-ben az angliai Hampsteadben

Tagore 1901-ben költözött Sántinikétánba, hogy megalapítsa saját ásramját, ezzel később egy kísérleti iskola alapjait is megvetette. A birtok nagy könyvtárral rendelkezett, ligetekkel, fákkal volt körülvéve. Ekkor halt meg felesége és két gyermeke is. Az apja 1905-ben hunyt el. Tagore a család tagjai közül egyedüliként havi kifizetések keretében megkapta örökségét, és a tripurai maharadzsa támogatásával, illetve a családi ékszerek értékesítésével a sántinikétáni iskola fejlesztésébe fogott.
Verseivel nagy hírnévre tett szert, bengáli és a külföldi olvasók részéről egyaránt. Megjelent a Naivedja (1901) és Kheja (1906) című kötete is. Többször járt Angliában, ahol versei angol fordítását nagy érdeklődéssel fogadták.
1908-ban rövid ideig a felerősödő nemzeti haladó mozgalmak és a hivatalos brit kormányzat politika csatározásainak középpontjába került. Műveinek köszönhetően egy nacionalista író – jóllehet engedélye nélkül – felhasználta nevét és nézeteit saját könyvének ajánlásához, amiért csaknem perbe fogták, nehezen is tisztázta magát. Tagore mondanivalóját félreértették, ő a nyugati és az indiai kultúra spirituális közeledését látta a brit fennhatóságban, és mereven elutasította a nacionalista mozgalmakat.
1910-ben idősebb fia, aki az amerikai Illinoisban tanult, hazatért, és Tagore feleséget szerzett számára. Olyan párt választott, aki nem volt tagja a Bráhmo Szavádzs felekezetnek, ráadásul özvegy is volt. Ezzel felkavarta a hindu ortodoxia kedélyeit.
1912-ben Tagore már ismert, és elismert költő volt India szerte. Angliai látogatása alkalmából magával vitte egy gyűjteményes kötetét, amelyet Tagorét nagyra becsülő barátja, a festő Wiliam Rothenstein népszerűsített. Rothenstein megszervezte a könyv angol nyelvű kiadását is. A kortárs irodalmi élet prominens szereplői hamar felfigyeltek rá, Charles F. Andrews ír költő, William Butler Yeats, Ezra Pound, Robert Bridges, Ernest Rhys, Thomas Sturge Moore és mások. Yeats írta az előszót a Gítándzsali angol fordításához is. Andrews később csatlakozott Tagore sántinikétáni iskolájához.
1913-as év elején Amerikába látogatott, itt már ünnepelt költőként, filozófusként fogadták. Előadásokat tartott a Harvard Egyetemen is.
1913 novemberében Tagore elnyerte az az évi Nobel-díjat. Kritikusai szerint a Svéd Királyi Tudományos Akadémia számára költészete felértékelődött a nyugatiak által hozzáférhető jellege és idealizmusa miatt, melynek középpontjában az 1910-es Bengálban, majd 1913-ban Angliában kiadott Gítándzsali („Áldozati énekek”) állt.
A hirtelen világhíressé vált Tagore külföldi meghívásai megszaporodtak, számtalan nyelven adták ki műveit, Magyarországon 1914-ben az Athaneum kiadásában jelent meg először egy gyűjteményes kiadása, a Gítándzsali 1920-ban Szentirmay Gizella fordításában látott napvilágot.
1915-ben a brit korona lovaggá ütötte, amelyről azonban később, az 1919-es dzsallianvala bághi mészárlás után lemondott.
A sántinikétáni ásram 1918-ban egyetemi rangra emelkedett Visva-Bhárati néven. Alapításakor Tagore a gondolat gazdagságát hangsúlyozta. Az „egész világ fészkének” tartotta, ahol nyugat és kelet randevúja zajlik. Támogatókat és adományozókat, hivatalnokokat, tudósokat keresett világszerte, hogy létrehozza a „...szabad falut, amely mentes a tehetetlenség és tudatlanság bilincseitől”. A városi és angol hatástól mentes iskolában számos európai tanár mellett japán, tibeti, kínai oktatók közreműködtek. Az iszlám tudományok tanszékét a három évig feleségével ott tartózkodó Germanus Gyula vezette.
1921-ben Tagore és Leonard Elmhirst mezőgazdasági közgazdász létrehozta a Vidékfejlesztési Rekonstrukciós Intézetet, későbbi nevén Srinikétánnak, vagy a „Jóléti Hajlékának” (Szurul) nevezett faluban az ásram közelében. Ezzel Tagore igyekezett mérsékelni a Gandhi-féle Szvarádzs mozgalmat és azokat a tiltakozásokat, amik időnként hibáztatták a briteket a térség szellemi hanyatlása miatt.

### 1932–1941
Az utolsó öt évben krónikus fájdalom gyötörte és két hosszú ideig tartó betegségen is átesett. Ezek 1937 végén kezdődtek, amikor egy alkalommal elvesztette az eszméletét és halálközeli kómában feküdt hosszú ideig. 1940 végén ezt egy hasonló eset követte. Ez után az eset után soha nem épült már teljesen fel. Költészete ezekből a betegeskedő éveiből a legszebb.
1941. augusztus 7-én a hosszan tartó agónia időszaka véget ért, Tagore 80 éves korában meghalt. Néhány nappal előtte július 30-án mondta tollba titkárának, A.K. Szennek utolsó versét.

## Utazásai

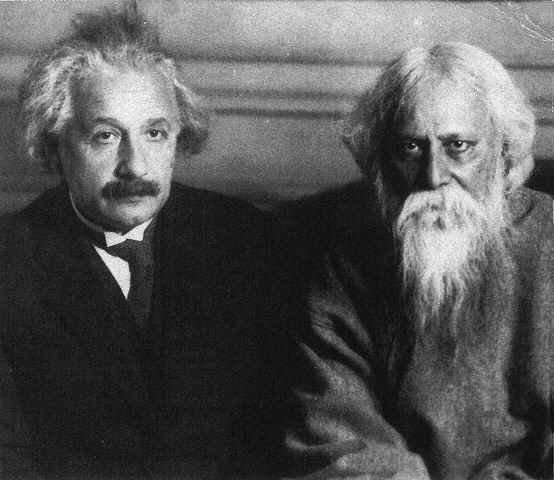
Tagore és Albert Einstein, 1930-ban

1878 és 1932 között Tagore mintegy öt kontinens több mint 30 országában járt. 
1916 májusától egészen 1917 áprilisáig előadásokat tartott Japánban és az Amerikai Egyesült Államokban. Ezekben elítélte a nacionalizmust. Röviddel hazatérése után a 63 éves Tagore elfogadta a perui kormány meghívását, majd innen Mexikóba utazott.
1926 májusában Nápolyba is eljutott, majd Benito Mussolinival találkozott, aki mély benyomást tett rá: „Minden kétséget kizáróan nagyszerű személyiség. Olyan hatalmas életerőt mutat a feje, mintha Michelangelo vésőjével faragták volna. A fasizmus tűzfürdője előhívta Olaszország halhatatlan lelkét csillapíthatatlan fénybe öltöztetve.” – írta. A meleg kapcsolat véget ért, amikor Tagore előtt nyilvánvalóvá vált a fasizmus valódi természete.
Olaszországi útja után Svájc, Ausztria, Anglia, Norvégia, Svédország, Dánia, Németország, Csehszlovákia, majd ismét Ausztria következett, majd innen jutott el Magyarországra, ahol hosszabb időt töltött szívpanaszai kiújulása miatt. Innen Romániába, Bulgáriába, Görögországba, majd Egyiptomba ment.
1927. július 14-én Tagore és két társa négy hónapos turnéra ment Délkelet-Ázsiába. Jártak Balin, Jáván, Kuala Lumpurban, Melakában, Penangban, Sziámban és Szingapúrban. A keletkező útleírások alapján született Dzsatri (1929). 1930 elején Bengálból egy közel egy évig tartó turnéra indult Európába és az Egyesült Államokba. Miután visszatért Nagy-Britanniába, és festményeit kiállította Párizsban és Londonban, egy birminghami kvéker településen lakott. Ekkor írta az Oxford Hibbert Lectures c. művét, és felszólalt a londoni éves kvéker találkozón. Meglátogatta III. Aga Khánt, amíg Dartington Hallban tartózkodott, majd júniustól szeptember közepéig Dániában, Svájcban, és Németországban felolvasókörúton járt. 1930-ban ellátogatott a Szovjetunióba. 1932 áprilisában, mivel izgatta a perzsa misztikus költő, Háfiz, Iránban járt, házigazdája Reza Pahlavi iráni sah volt. Utazásai során Tagore kapcsolatba került Henri Bergsonnal, Albert Einsteinnel, akivel négyszer is beszélgetett Berlinben illetve Londonban (ezek a beszélgetések könyv alakban is megjelentek). Találkozott Robert Frosttal, Thomas Mann-nal, George Bernard Shaw-val, H.G. Wellsszel és Romain Rolland-nal.
Perzsiában, Irakban (1932) és Ceylonban (1933) tett látogatása után megírta a végleges külföldi turné történetét.
1932-ben, Iránba tartó útja során írta:„Minden egyes ázsiai ország meg fogja oldani történelmi problémáit ereje, természete és szükségletei szerint, de a lámpás, melyet magukkal visznek útjuk során rendre a közös tudás sugarára vet majd fényt.”

## Politikai nézetei

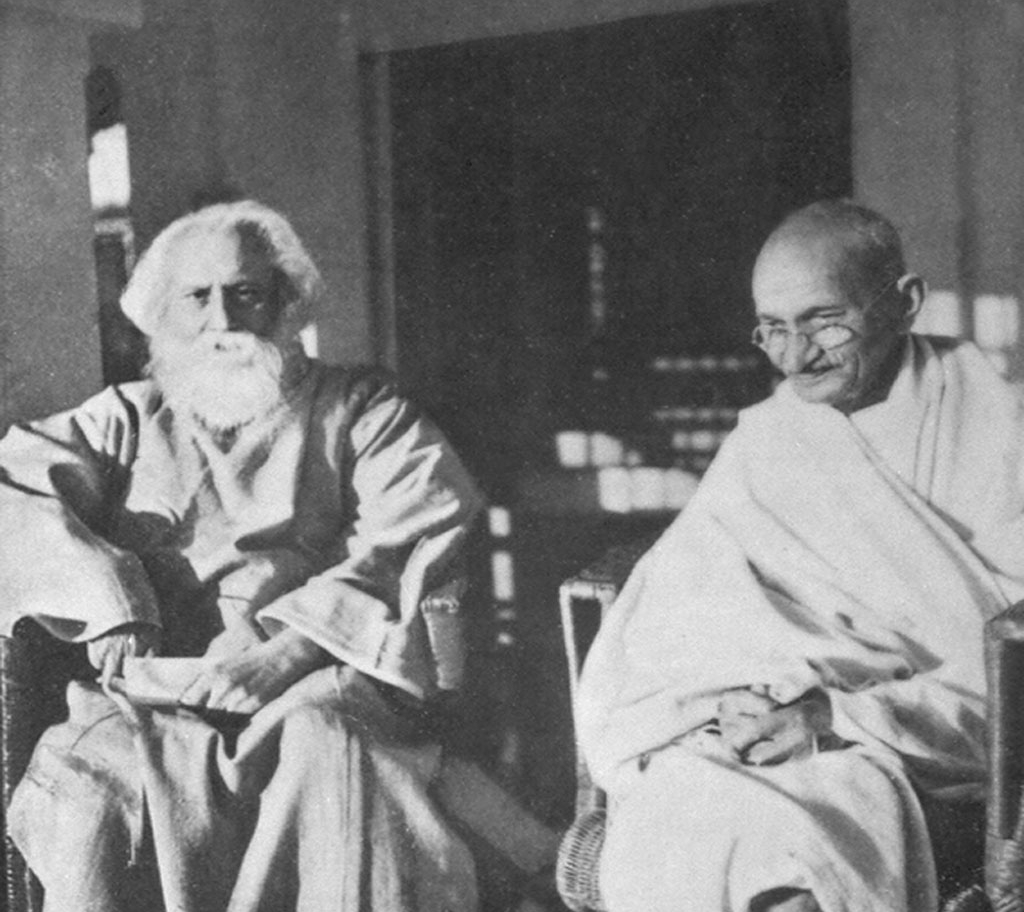
Tagore és Gandhi

A 20. század eleji indiai nemzeti mozgalmakat élénk nacionalista gondolkodás kísérte a politikai és kulturális közéletben egyaránt. Bár Tagorét kezdetben magával sodorta a nacionalizmus eszméje, később ettől a gondolatkörtől élesen elhatárolódott. A gondoskodó brit uralom jelenlétét a század elején jótékony hatásúnak tartotta, mintegy megoldást India problémáira, India és a britek viszonyától kölcsönös, egymást megtermékenyítő, multikulturális kapcsolatokban bővelkedő állapotot várt, később azonban az egyre erőszakosabb kizsákmányoló fennhatóság láttán, elismerte a függetlenség létjogosultságát a térségben.
A függetlenségi mozgalmak sikertelenségét India elmaradottságában és a néplélekben mélyen gyökerező hindu hagyományokban látta, amely utóbbiakat értékei megőrzése mellett a modern kor társadalmi kívánalmaihoz kívánta hangolni. Tagore sokat foglalkozott a hindu ortodoxia jelenségével is, amit 1934-ben erőteljesen támadott. Álláspontja szerint kelet és nyugat viszonyában a nyugati értékek a társadalmi haladást, a szegénység felszámolását, kelet a maga spiritizmusát, vallási toleranciáját adhatta volna a kapcsolathoz. 
A korai 1930-as években műveiben már megjelentek a „rendellenes kaszttudat” és az érinthetetlenség kérdését boncolgató írásai is.
Gondolatai a kultúra, a nemek, a szegénység, az oktatás, a szabadság kérdéseiről az újjáéledő Ázsiában ma is érvényesek.
Gandhival kapcsolata összességében baráti, ennek ellenére ellentmondásos volt. Amíg Tagore kelet és nyugat szintézisében gondolkodott, Gandhi a nyugati kultúra elvetését szorgalmazta és India megújulását az ősi hindu gyökerek felélesztésével, aszketikus életmóddal, a kézművesség felélesztésével (ezzel az idegen áruk bojkottjával) kívánta megvalósítani. Nézeteltérésük nem egyszer indulatos levélváltásban csúcsosodott ki, ennek ellenére Gandhi pénzügyi támogatást szerzett a sántinikétáni iskola fenntartásához, amikor az nehézségekkel küszködött.
India alelnöke, Muhammad Hamid Anszári azt mondta róla, hogy „Rabindranáth Tagore előhírnöke a kulturális közösségek, a társadalmak és nemzetek közötti közeledésnek.”

## Magyar vonatkozások

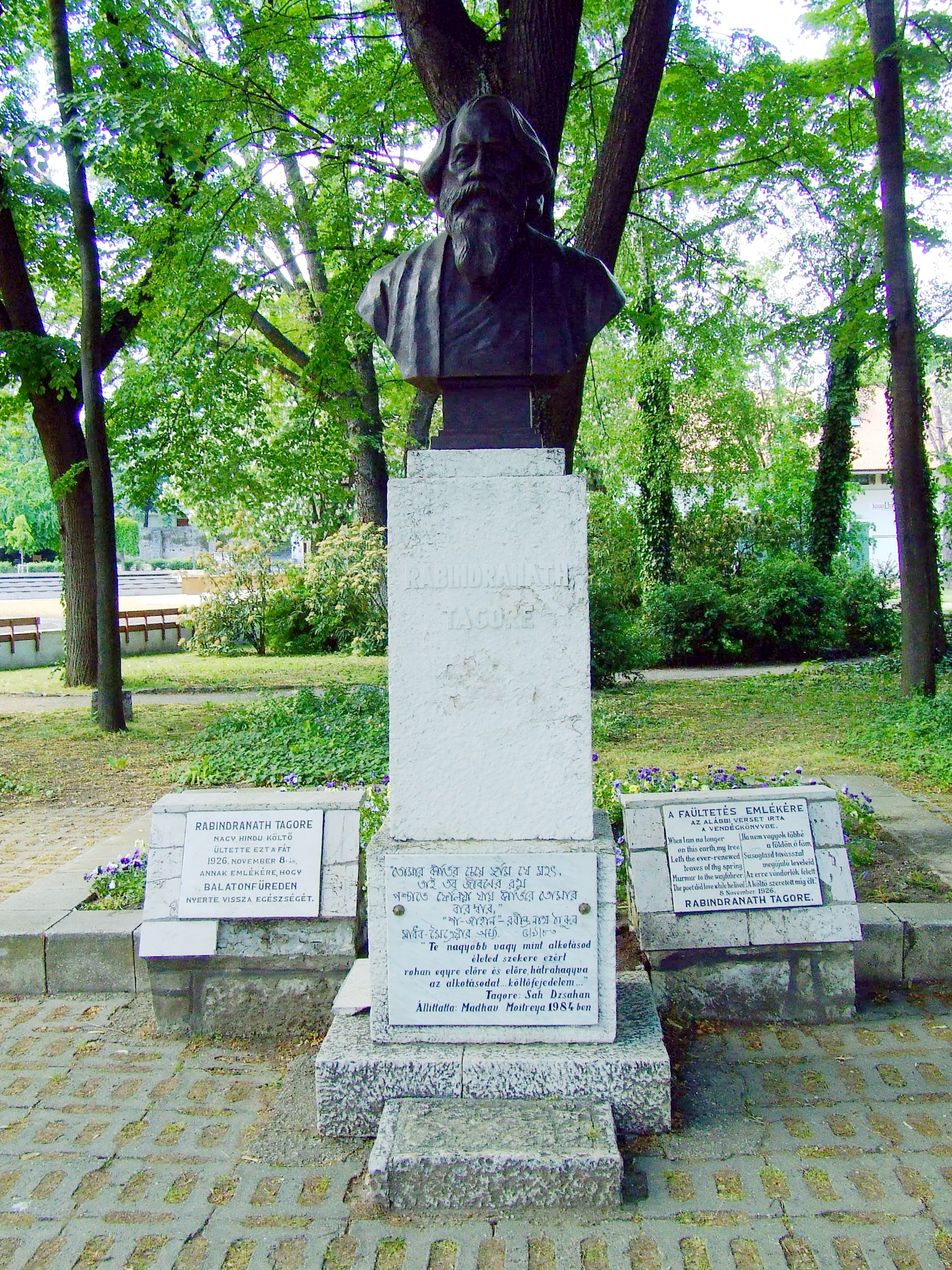
A költő szobra Balatonfüreden

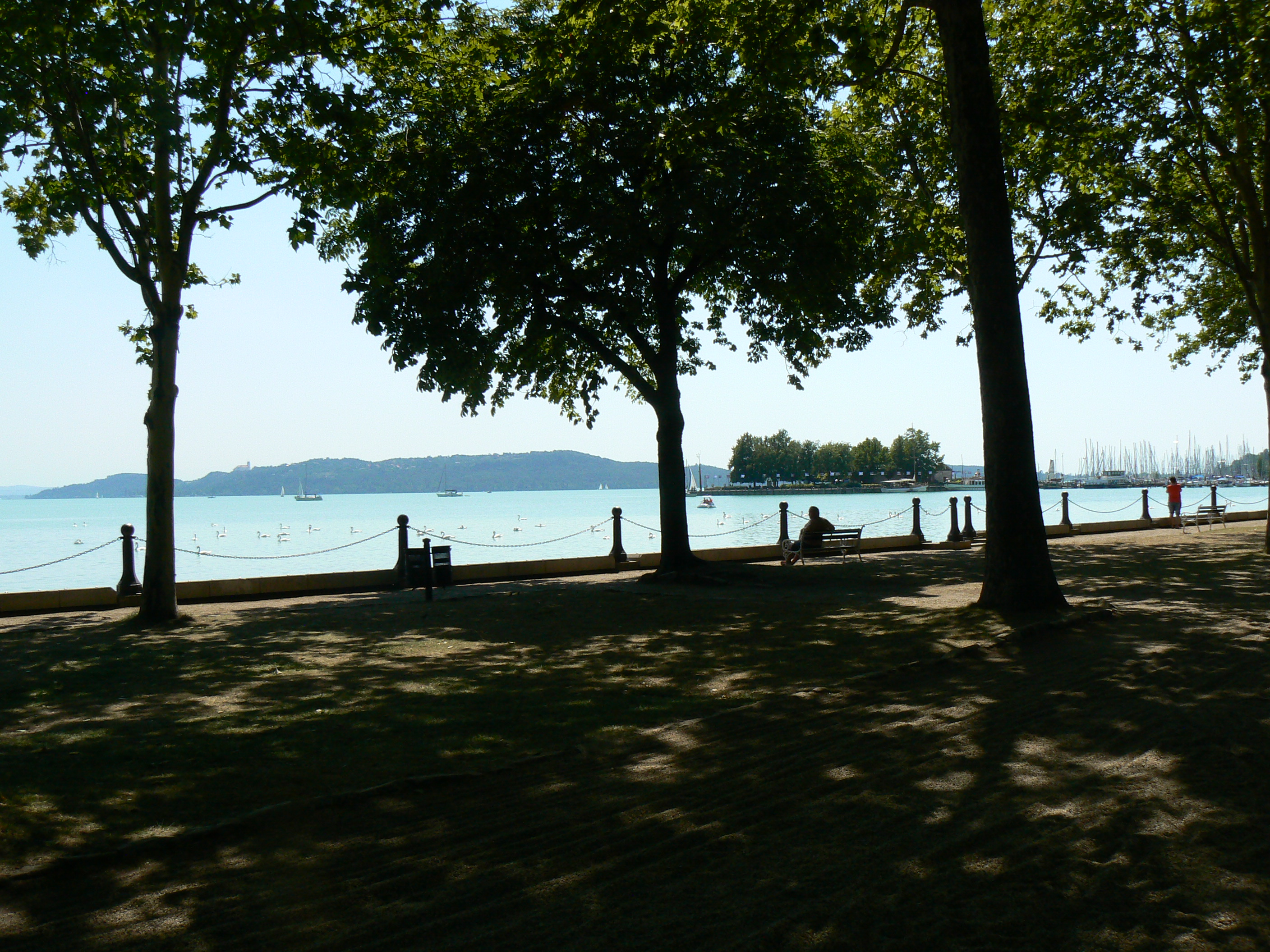
A Tagore sétány Balatonfüreden

Tagore kiterjedt magyar kapcsolatokkal rendelkezett, 1920 és 1925 között mintegy 30 művét adták ki magyarul. 1926. október 26. és november 12. között európai turnéja során járt Magyarországon, ahol szívpanaszai miatt hosszabb időt töltött a balatonfüredi szanatóriumban Korányi Sándor professzor felügyelete alatt. A költőről a városban a róla elnevezett sétány és szobor emlékezik meg. Itt tartózkodása alatt találkozott Horthy Miklóssal és a korabeli irodalmi élet prominens személyeivel. A Tagore kíséretében levő hindu asszony, aki leveleiben beszámolt a költő európai körútjáról ezt írta: „Sehol másutt nem tapasztaltam, hogy ennyi szeretettel fogadták volna... ”
Baktay Ervin két könyvet is szentelt a költőnek, mielőtt 1926-ban látogatást tett a sántinikétáni Visva-Bhárati Egyetemen. Tagore 1927-ben meghívta az iszlám tudományok akkor már világhírű tudósát, Germanus Gyulát Sántinikétánba, hogy vegye át az egyetem iszlám tudományok tanszékének vezetését. A professzor első feleségével, Hajnóczy Rózsával érkezett, és több évig maradtak Indiában. Hajnóczy Rózsa sántinikétáni benyomásait a Bengáli tűz c. művében örökítette meg.
1930-ban két magyar festőnő érkezett Sántinikétánba, Sass-Brunner Erzsébet és lánya, Brunner Erzsébet, akik egyéni látásmóddal ábrázolták a költőt és az indiai tájat, embereket. Boglár Eta, aki indiai férjével élt Sántinikétánban, az egyetem könyvtárában dolgozott, fordításaival számtalan dokumentummal gazdagította a magyar Tagore-kutatást.

## Művészetének értékelése, kritikák

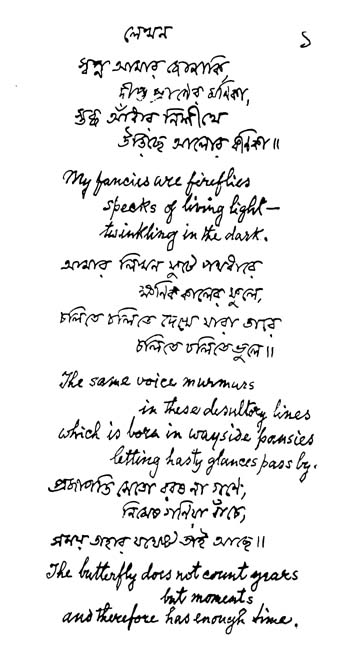
Tagore kézírása bengáli nyelven

Ötven verseskötetet, 19 regényt, mintegy 40 színdarabot és 2000 dalt írt. Költészetére a misztikus líra és a bengáli népi költészet szintézise jellemző. Szimbolikája és verselésének igazán bengáli nyelven élvezhető ritmusa miatt hazájában a mai napig igen kedvelt költő. Verseiből angol nyelvű prózai fordítást készített, a korabeli angolszász irodalmi világ is elsősorban ezekből ismerte műveit. Az európai fordítások is ezekből származtak, amelyekben a különös bengáli versforma elveszett, így valójában mondanivalójukkal hatottak. Az elbeszélés műfaját a bengáli irodalomban ő honosította meg. Moralizáló tartalommal megtöltött regényei, drámái célzatosságuk miatt szentimentális színezetűek, hasonlóan kortársa, az európai Maurice Maeterlinck darabjaihoz.
A magyar írók legtöbbje nem volt jelen Tagore felolvasásán, amikor Magyarországon járt. Bár Baktay Ervin igen komoly biográfiát írt róla (két felfogásban is), a művelt közélet, és az irodalom nagyjai idegenkedve fogadták, népszerűségét inkább egzotikumának és szuggesztív egyéniségének tudták be, mint művészi nagyságának.
Babits Mihály 1913-ban, a friss Nobel-díjas költőt Yeats Gítándzsalihoz írt előszavának ismeretében méltatta őt, és Assisi Szent Ferenccel hozta párhuzamba, méltatta egyszerűségét és a modernitást műveiben.
Kosztolányi Dezső 1926-ban, miután meghallgatta a költő budapesti előadását, amellett, hogy művészi nagyságát elismeri, szkeptikus maradt Tagore humanista, emberbaráti üzenetét illetően.
Befolyása a magyar irodalomra megfigyelhető például az erdélyi Kuncz Aladár esetében, aki Az átültetett fa – Tagore dallamára c. művében emlékezik meg – stílusában – a költőről.
Az 1930-as évek elejére az érdeklődés Tagore iránt csökkent. Baktay Ervin úgy véli, hogy a költő miszticizmusa és életének „elefántcsonttornya” ellentmondásban van az általa felvállalt prófétaszereppel, a széles néptömegek elvárásai és a politikai célok és eszközök tagorei idealizmusa óhatatlanul népszerűségének hanyatlásához vezet.
Szerb Antal szerint Tagore az egységes nyugati kultúrában inkább kuriózum, mint maradandó, egyetemes alkotó; Nobel-díját is megbékélést hirdető politikai szerepvállalásának tudja be, amit a Svéd Akadémia a díjjal jutalmazott.
Részlet a Gítándzsaliból (Áldozati énekek, 1910):

## Festészete
Rabindranáth Tagore 1930-ban, utolsó európai útja során mutatta be festményeit, amelyek eddigi alkotótevékenységében teljesen újnak számítottak. Az év májusában levelet írt régi barátjának, a festő William Rothensteinnek, aki korábban Bengálban portrékat festett Tagore családtagjairól:„Pszichológiai szempontból a képek nyilvánvalóan érdekesek, hiszen a nyers kéz, a zabolátlan elme alkotásai” – írta alkotásairól. Szerette volna, ha az angol műértő véleményt alkot festményeiről, mielőtt kiállítja őket. Sajnos a remélt kritika elmaradt, ennek ellenére műveit magával vitte, és kiállításokat rendezett belőlük körútjain.
Képei mind témájukban, technikájukban, mind stílusukban elütöttek a hagyományos indiai festészettől. Az addig főként mitológiai történeteket feldolgozó képek helyett Tagore a mindennapi élet alakjait, portrékat, a természetet ábrázolta misztikus, expresszív kifejezésmóddal. Ugyancsak újdonság volt a táblaképek festészete, az olaj és vászon használata is, amelyet a sántinikétáni iskolában tanítottak először Indiában.
- Fából készült pecsét
- Madár fantázia
- Férfi és asszony
- Női arc
- Arc
- Tünődés
- Cím nélkül
- Álló alak

## Főbb művei bengáli nyelven
- Szandhjászangít (Esti énekek, költemények, 1882)
- Prabhátszangit (Hajnali énekek, költemények, 1883)
- Cshabi ó gán (Képek és dalok, költemények, 1884)
- Nalini (Nalini, dráma, 1884)
- Rádzsarsi (Királyi remete, regény, 1885)
- Rádzsa ó ráni (dráma, 1889; Lendvai L., Király és királyné, kézirat, SZI)
- Mánaszi (A kedves, költemények, 1890)
- Biszardzsan (Áldozat, dráma, 1890)
- Csitrángada (dráma, 1892; Laky D., Chitra, 1920; Pünkösti A., ua., Délibáb, 1933, 17.)
- Szónár tari (Arany ladik, költemények, 1893)
- Cshótá galpa (Kisebb elbeszélések, 1894)
- Vicsitra galpa (Vegyes elbeszélések, 1894)
- Csitra (Tarka, költemények, 1896)
- Csaitáli (Aratás, költemények, 1896)
- Malini (Malini, dráma, 1895)
- Kanika (Morzsák, költemények, 1899)
- Ksanika (Pillanatok, költemények, 1900)
- Naivédja (Adományok, költemények, 1901)
- Szmaran (Emlékek, költemények, 1903)
- Sisu (költemények, 1903: Zsoldos B., Növekvő hold. Sisu, 1921)
- Bául (Dalnok, dalok, 1905)
- Prájascsitta (Vezeklés, dráma, 1909)
- Góra (regény, 1910: Kelen F., Gora, 1925)
- Gítándzsali (Áldozati énekek, költemények, 1910)
- Rádzsa (A király, dráma, 1910)
- Dák ghar (színjáték, 1912: Bartos Z., A postahivatal, 1922)
- Dzsivanszmriti (önéletrajz, 1912: H. Songárdy G., Emlékeim, 1922)
- Gharé báire (Otthon és a világban, regény, 1916)
- Báláid (Darvak, költemények, 1916)
- Csaturanga (Négy élet, regény, 1916)
- Muktadhára (Elszabadult áradat, dráma, 1922)
- Baszanta. (Tavasz, zenedráma, 1923)
- Rak-takaróin (Vörös oleanderek, dráma, 1924)
- Purabi (Keleti dallam, költemények, 1925)
- Dzsátri (Utazás, napló, 1929)
- Sésér kabita (A vég versei, regény 1929)
- Dzsógádzsóg (Kapcsolatok, regény 1930)
- Banabáni ('Az erdő szava, költemények, 1931)
- Parisés (Befejezés, költemények, 1932)
- Dui bon ('Két nővér, regény 1932)
- Bicsitrita (Tarkabarka', költemények, 1933)
- Csár adhjáj (Négy fejezet, regény 1934)
- Sés szoptak (Utolsó akkord, prózaversek, 1935)

### Gyűjteményes kiadások
Rabindra-racsanávali (összes művei, 26 köt., 1939–1948)

### Gyűjteményes kiadások angol nyelven
Collecled Poems and Plays of R. Tagore (R. Tagore összegyűjtött versei és színművei, 1962)

## Főbb művei angolul
- The Gardener (költői próza, 1913: Bartos Z., A kertész, 1920; Aprily L., ua., részletek, Nagyvilág, 1961,5.; uő, ua., Irodalmi Nobel-díj 1900–1990, antológia, 1990; Kopácsy Margit, ua., A növekvő hold. A kertész, versciklusok, 1979);
- Sadhana (esszék, 1913: Szlemenics Mária, Reisch A., Az én problémája, részlet, 1920; Bartos Z., Az élét megismerése, 1921)
- Fruitgathering (költői próza, 1916: Bartos Z., Szüret, 1922)
- The Hungry Stones (elbeszélések, 1916: Bartos Z., Éhes kövek, 1922)
- Stray Birds (aforizmák, 1916: Bartos Z., Eltévedt madarak, 1921)
- Personality ('Egyéniség', esszék, 1917)
- Lover's Gift and Crossing (költemények, 1918: Bartos Z., Szerelmi ajándék, [1921])

## Magyarul megjelent művei és kiadásaik

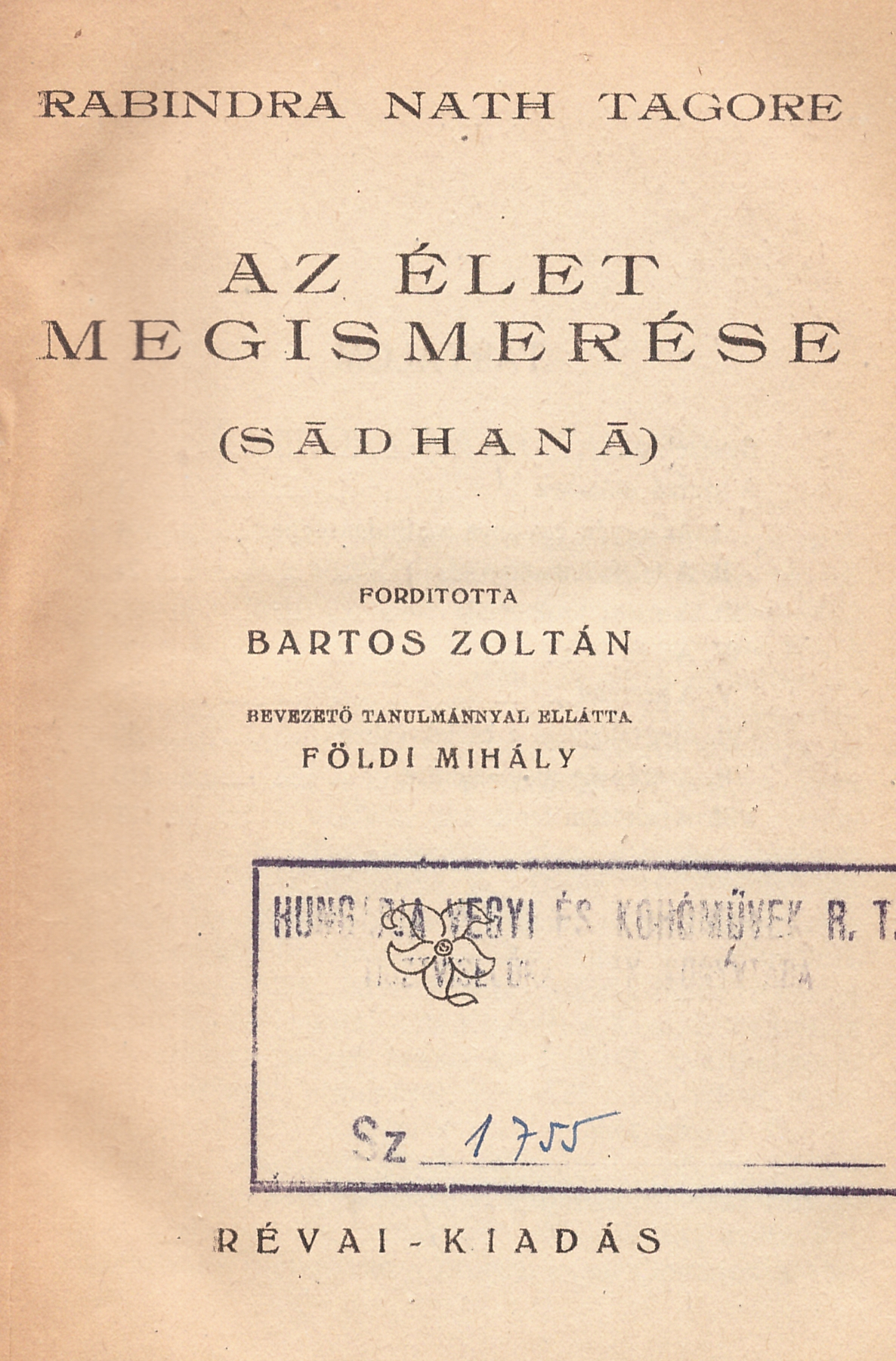
Az élet megismerése (Sadhana), évszám nélkül, feltehetően 1920-as évek

### 1944-ig
- Rabindranath Tagore költői műveiből; ford. Kelen Ferenc; Athenaeum, Bp., 1914 (Modern könyvtár)
- Az én problémája; ford. Szlemenics Mária, Reisch Alfréd; Magyar Teozófiai Társaság, Bp., 1920 (Teozófiai füzetek)
- A kertész; ford. Bartos Zoltán; Világirodalom, s.l., 1920
- Chitra. Lírai dráma; ford. Laky Dezső; Sacelláry, Bp., 1920
- Áldozati énekek; ford. Szentirmay Gizella; Világirodalom, Bp., 1920
  - (A felajánlás énekei címen is)
- Szüret / A lépcsők / Az áldozat; ford. Bartos Zoltán, Sármay Márton; Világirodalom, Bp., 1920
- Mashi; ford. Sármay Márton; Világirodalom, Bp., 1920
- Volt egyszer egy király; ford. Wildner Ödön; Athenaeum, Bp., 1920 (Modern könyvtár)
- A postahivatal / A letétemény / Szerencsét hozó pillanat / Élő vagy halott?; ford. Bartos Zoltán, Sármay Márton; Világirodalom, Bp., 1921
- Szerelmi ajándék; ford. Bartos Zoltán; Világirodalom, Bp., 1921
- Az élet megismerése; ford. Bartos Zoltán, bev. Földi Mihály; Révai, Bp., 1921 (Mesterművek. Révai)
- Bimala; ford. Kelen Ferenc; Világirodalom, Bp., 1921
- Eltévedt madarak; ford. Bartos Zoltán; Világirodalom, Bp., 1921
- Emlékeim; ford. H-songárdy Gábor [Pogány Elza]; Heller Ny., Bp., 1922 (Világirodalom könyvtár)
- A hajótöröttek, 1–2.; ford. Bartos Zoltán; Genius, Bp., 1922 (A regényírás művészei)
- Hazatérés; ford. Sármay Márton; Világirodalom, Bp., 1922
- Átkelés; ford. Bartos Zoltán; Világirodalom, Bp., 1922
- Növekvő hold; ford. Zsoldos Benő; Pantheon, Bp., 1922
- A lélek sugallata. Santiniketáni előadásaiból; ford. Bartos Zoltán; Pantheon, Bp., 1922
- Nacionalizmus; ford. Barta Sándor; Fischer, Wien, 1922 (Klasszikus írások)
- Éhes kövek; ford. Bartos Zoltán; Pantheon, Bp., 1922
- Hindosztáni virágok. A Gitanjali és a Kertész legszebb dalai; ford. Zoltán Vilmos; Légrády, Bp., 1922
- Líra és bölcselet, 1-2.; Pantheon, Bp., 1924
  - 1. Áldozati énekek; ford. Szentirmay Gizella / A kertész; ford. Bartos Zoltán
  - 2. Növekvő hold; ford. Zsoldos Benő / Szerelmi ajándék / Szüret; ford. Bartos Zoltán
- Gora. Regény; ford. Kelen Ferenc; Pantheon, Bp., 1925 (A regény mesterei)
- Shakespeare Hamletje és Byron, Milton, Shelley, Rabindranath Tagore, Whitman, Wilde és Wordsworth. Versek; ford. Szabó T. Attila; Füssy, Turda [Torda], 1929
- Rabindranath Tagore költeményei; ford. Kelen Ferenc; Országos Közművelődési Szövetség, Bp., 1941

### 1945–1989
- Széchenyi Beatrix: Rabindranath Tagore / Rabindranath Tagore: Csevegés egy csontvázzal. Történet; ford. Mezőssy Mária; Amerikai Magyar Kiadó, Castrop-Rauxel, 1953 (Magyar szakemberek írásai; Új reneszánsz)
- A boldogság ígérete. Elbeszélések; vál. Káldor György, ford. Karig Sára, utószó, jegyz. Tóth Edit; Európa, Bp., 1961
- Az utolsó vásár; ford. Kopácsy Margit; Móra, Bp., 1961
- A növekvő hold / A kertész; ford. Kopácsy Margit; Európa, Bp., 1979

### 1990–
- Szentjánosbogarak; összeáll. Várhegyi Miklós, Kőszegi Lajos; Veszprém Megyei Múzeumok Igazgatósága, Veszprém, 1991 (Pannon panteon)
- Hindosztáni virágok; vál., szerk. Hunyadi Csaba, ford. Sármay Márton; Szukits, Szeged, 1994 (Rabindranath Tagore művei)
- Szerelmi vallomás. Válogatás A kertész ciklusból; ford. Bartos Zoltán, vál. L. Jeszenszky Ágnes; Xénion, Bp., 1996
- Lámpa az útra; vál., ill. Szécsi Magda, szerk. D. Kovács Júlia, ford. Áprily Lajos et al.; Magister '93, Bp., 1998
- Ismeretlen part felé / Szüret / Átkelés / Chaitali / Khéja; ford. Bartos Zoltán; Lazi, Szeged, 1999
- A folyóhoz vezető lépcsők; vál., szerk. Hunyadi Csaba, ford. Karig Sára, Sármay Márton; Lazi, Szeged, 2000
- Indiai bölcsességek minden napra; ford. Rónaszegi Éva; Saxum, Bp., 2007
- Kabír misztikus dalai; ford., utószó Malik Tóth István; Filosz, Bp., 2007
- Hajótöröttek; ford. Gebula Judit; Lazi, Szeged, 2012
- A felajánlás énekei; ford. Ásványi Tibor; Cédrus Művészeti Alapítvány, Bp., 2019 (Káva téka)
  - (Áldozati énekek címen is)
- Rabindranath Tagore–Ashwani Kumar: Betűrendek architektúrája; ford. Lanczkor Gábor; Balatonfüred Városért Közalapítvány, Balatonfüred, 2019

## Gyűjteményes kötetekben
- 1 vers (Franyó Z., Évezredek húrjain, 1. köt., 1958)
- A boldogság ígérete (elbeszélések, Karig Sára, 1961)
- Az utolsó vásár (versek, Kopácsy Margit, 1961)
- A boldogság ígérete – Elbeszélések Európa Könyvkiadó, Budapest, 1963 / General Press
- 3 vers (Babits M., Nagyvilág, 1966, 10.)
- 4 vers (Áprily L., Énekek éneke, antológia, 1966)
- 3 vers (Kosztolányi D., Idegen költők, 1966)
- 2 vers (Csoóri S., Balássy L., Haldokló bilincsek, antológia, 1968)
- 1 vers (Weöres S., Egybegyűjtött műfordítások, 1. köt., 1976)
- A növekvő hold fordította: Kopácsy Margit, Európa Könyvkiadó, Budapest, 1979
- 1 részlet (Naschitz Fr., Öt világrész költészetéből, antológia, Tel Aviv, 1980)
- 1 elbeszélések (Karig Sára, Élhetetlen szerelmesek, antológia, 1984; uő, Rakéta, 1985/28.)
- Kóválygó madarak (Stray Birds, 1916), Terebess Gábor fordítása; in: Modern nyugati haiku, Orpheusz, Bp., 2002
- Regélő folyópart (Ghátér kathá) Bangha Imre fordítása, in: Huszadik századi indiai novellák; Noran-Kiadó Kft. kiadása, 2008, ISBN 978-963-9716-85-8
- Betegágyban Bangha Imre fordítása, Nagyvilág világirodalmi folyóirat 2010/10, Budapest, 2010 ISSN 0547-1613